# 하기성
하기성(일본어: 萩城 하기조[*])은 일본 야마구치현 하기시에 있는 제곽식 평산성이다. 1951년 국가 사적으로 지정되었다. 다른 이름으로는 시즈키성(指月城)이 있다.

## 개요
동해로 뻗어 난 시즈키 산에 쓰메노마루와 그 산기슭에 제곽식으로 혼마루, 니노마루, 산노마루를 배치하고, 삼중의 해자로 둘러싼 평산성이다.
천수는 5층5계의 복합식 후기 망루형이다. 1874년 (메이지 7년) 전년에 반포된 폐성령에 따라 망루등 그 밖의 건물과 함께 파괴되어, 석벽만 현존하고 있다. 옛 모습은 해체하기 전에 촬영한 고사진으로만 볼 수 있다. 근년에 파괴되었던 천수등 건물을 복원할 계획이었지만, 재원부족으로 난항을 겪고 있다.
현재는 시즈키 공원(指月公園)으로 정비되어, 옛 성의 입구에는 아사 모리 가문의 저택(국가 중요문화재)과 쇼카손주쿠 등의 사무라이 저택이 현존하다. 또, 시즈키 산의 원시림은 국가 천연기념물로 지정되어 하기 시의 관광명소 중 하나이다.

## 역사
센고쿠 시대 내지 에도 시대

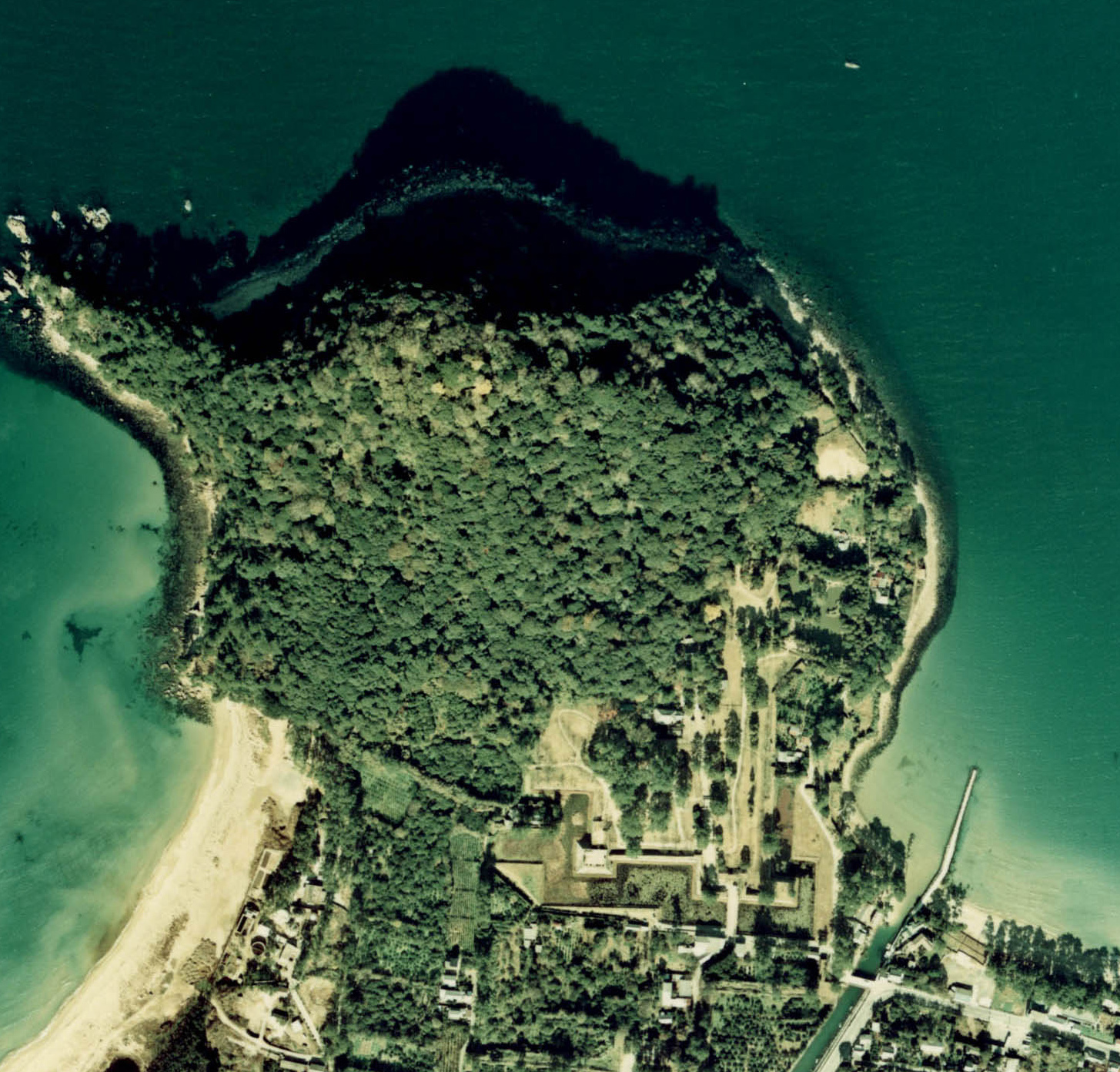
하기성의 항공사진, 1976년 촬영
〈일본국토교통성〉

- 센고쿠 시대, 시즈키산에 쓰와노성 성주 요시미 가문이 외성으로 쌓았다. 후에 요시미 마사요리의 은신처로 되었다.
- 1600년 세키가하라 전투에서 모리 데루모토가 서군에 속했기 때문에 패전의 책임으로 112만 석의 대 다이묘에서 36만 9천 석으로 감봉되어 스오, 나가토 2개국으로 감봉되었다. 게다가, 은거 명을 받아 가독을 모리 히데나리에게 물려준다.
- 1608년 어린 히데나리를 대신해, 데루모토는 후견인 자격으로 성을 쌓을 곳을 물색한다. 그리고, 하기, 야마구치, 미타지리, 이 3곳을 후보로 막부의 재가를 구했다. 이에 대해 막부는 바다가 인접한 하기가 좋다는 회신을 준다.
- 1604년 시즈키 산과 이어진 갯벌을 메운 뒤 하기성 건설에 착수한다.
- 1608년 하기성을 완성한다. 평시에 만들어진 성이지만, 시즈키 산에 쓰메노마루를 배치하는 등, 전시를 대비한 구조로 되어 있다.
- 1863년 번주 모리 다카치카는 번청을 막부의 무허가로 야마구치성으로 옮긴다. 이로써 하기성은 번청으로써 역할은 끝나게 되었다.

메이지 시대 이후
- 1874년 (메이지 7년) 폐성령에 따라 천수, 망루 등 건물이 남김없이 파괴되었다.
- 1951년 (쇼와 26년) 국가 사적으로 지정되었다.
- 1967년 (쇼와 42년) 하기성의 성 밑 마을이 국가 사적으로 지정되었다.
- 1971년 (쇼와 46년) 시즈키 산의 원시림이 국가 천연기념물로 지정되었다.
- 2006년 (헤이세이 18년) 4월 6일 일본 100대 명성에 선정되었다.

## 교통
- JR 서일본 하기역에서 하차, 도보로 20분